# Zellberg
Zellberg är en kommun i distriktet Schwaz i förbundslandet Tyrolen i Österrike. Kommunen består av orten (Ortschaft) Zellbergeben.